# Jean Planque
Jean Planque, né le 7 juillet 1910, à Ferreyres et mort le 27 août 1998, est un peintre et collectionneur d'art suisse.

## Biographie
Jean Planque est le deuxième enfant et seul garçon d'une famille de six enfants. Le père, âgé de 19 ans de plus que la mère, est un inventeur doué mais de caractère difficile et agressif, au point que la mère, qui a abandonné une carrière d'institutrice pour se consacrer à ses enfants, lui reprendra l'autorité parentale. Ils vivent à La Sarraz, puis à Vermont où le père achète une maison.
En 1921, un couple d'amis de la famille propose d'héberger Jean pour lui permettre de suivre sa scolarité à Genève, mais il sera plus souvent employé comme magasinier au détriment de son assiduité à l'école. Il accumule jusqu'à trois ans de retard.
De retour à Vermont, il fréquente l'école de commerce de Lausanne et rattrape son retard avec des leçons particulières. Il obtient un diplôme de commerce à 19 ans.
En 1929, Jean Planque est employé dans une compagnie d'assurance à Bâle. Dans une galerie, il découvre des aquarelles de Paul Klee qu'il juge aussi peu intéressantes que des dessins d'enfant. Cependant, voyant d'autres tableaux de Klee au Kunstmuseum, il révise son jugement. Il commence à peindre.
En 1936, après la mort de sa mère, il assume la charge de ses deux petites sœurs jumelles, bien qu'il soit sans travail depuis 1933, mais le père est placé sous la tutelle de l'État. Il finit par trouver un emploi, bien rémunéré, de voyageur de commerce pour un fabricant et distributeur d'alimentation pour bétail.
En 1942, Jean Planque rencontre le peintre René Auberjonois et l'éditeur Albert Skira qui vient d'ouvrir une galerie à Genève. Il lui achète un tableau de Pierre Bonnard pour le compte d'un ami. Démobilisé pour raisons de santé, il vit à Ouchy, près de Lausanne.
En 1945, avec un ingénieur agronome, il invente un concentré alimentaire pour cochons dont la commercialisation rencontre un rapide succès.
Il essaie de breveter le produit.
Son ami pour qui il avait acheté trois tableaux lui faisant défaut, il les propose au marchand Tanner qui tient une galerie à Zurich. Ce dernier voyant en Planque quelqu'un au goût certain, il lui propose de collaborer. Aussitôt, il se rend à Paris et achète des toiles de Bonnard, Corot, Modigliani, Renoir… À l'occasion d'un de ses déplacements, il découvre, dans la vitrine d'une galerie de la Place Vendôme, une toile de Jean Dubuffet.
En 1948, grâce aux bénéfices tirés de son invention, Jean Planque s'installe à Puyloubier, en Provence, au pied de la montagne Sainte-Victoire. De 1948 à 1951, il y passe six mois par an à peindre.
En 1951, il s'installe à Paris, près du jardin du Luxembourg et suit les cours de peinture de la Grande Chaumière. À la galerie de France, il découvre les tableaux abstraits d'Alfred Manessier, ce qui le décide à fréquenter désormais les galeries de peinture contemporaine.
En 1952, il rencontre Suzanne Cizey, modiste, qui devient sa compagne. Il ne se marieront qu'en 1973.
Comme son invention n'est pas brevetée, il rentre à Bâle en août 1954, se résignant à reprendre son métier de voyageur de commerce. Son ami Schüpfer l'en dissuade et lui suggère d'aller voir Ernst Beyeler qui vient d'ouvrir une galerie. Les deux hommes s'entendent, et Planque retourne à Paris. Tout en achetant des tableaux pour Beyeler, Jean Planque commence sa propre collection.
Il découvre des peintures d'Antoni Tàpies, se lie d'amitié avec Antoni Clavé et conseille à Beyeler d'acheter des tableaux de Dubuffet,
En 1960, avec un tableau de Cézanne sous le bras, qu’il se propose de lui vendre, il rencontre Picasso à La Californie.
En 1972, malade, Jean Planque se retire à Morges et commence à rédiger ses mémoires. Il se remet également à la peinture.
En 1981, il emménage à La Sarraz.
En 1984, Jean Planque est fait Chevalier des arts et des lettres.
En janvier 1998, il crée la Fondation Jean et Suzanne Planque. Victime d'un accident de la route, Jean Planque meurt le 27 août.

## Le peintre
Dans le milieu paysan et protestant où a été élevé Jean Planque, l'art n'est qu'un luxe.
C'est en 1929, que Jean Planque découvre Paul Cézanne en voyant, dans la vitrine de la galerie Vallotton à Genève Sept pommes sur un tapis vert. Il confiera plus tard, qu'à ce moment-là, il avait « envie de  vivre avec ce tableau ».
Au début des années 1930, avec son ami le peintre Walter Schüpfer, ils fréquentent les musées et les expositions de Bâle, et se tiennent au courant de « tous les noms à la mode. » Au Kuntsmuseum, il s'émerveille devant les tableaux d'Holbein, peintre qui avec Raphaël représente, pour lui, la perfection en art. Mais la confrontation avec les œuvres de Paul Klee le trouble, il n'y voit d'abord que des « dessins d'enfants. » En 1942, Jean Planque déclare à son frère qu'il veut faire la peinture.
Après la guerre, Jean Planque visite Florence, en 1946, puis Paris. Et c'est là qu'il dit s'« être réveillé, d'avoir énormément vu. Regardé avec passion, passé des heures, tous les jours, dans les musées, regardé ce que je ne pouvais comprendre, ce que je refusais. Pour moi, à la fin de la guerre, l'art se résumait à Cézanne, le maître. Picasso, je me méfiais. Mais je sentais bien que cela était vrai, sérieux, et qu'il en fallait passer par là. »
Tout à son désir de devenir peintre, fin 1948, Jean Planque s'installe dans l'ancien ermitage de Saint-Saer, près de Puyloubier (Bouches-du-Rhône), au pied du versant sud de la montagne Sainte-Victoire dans le but de « refaire Cézanne sur nature » : « Et j'ai poursuivi Cézanne ! J'ai travaillé, travaillé, avec ardeur ! Que de la peinture ; avec ardeur ! Je me levais à cinq heures du matin, je me levais avec le jour, je me couchais avec la nuit, j'étais plein de flammes, plein de feu! »
Il reste à Saint-Saer près de six mois par an jusqu'en 1951. Il se lie d'amitié avec le conservateur du musée Granet d'Aix-en-Provence, Louis Malbos, et ce dernier lui propose de montrer une œuvre dans le cadre de l'exposition Les Peintres de la montagne Sainte-Victoire organisée en parallèle avec le festival d'art lyrique, en juin 1951. Ce sera Le Baus de vespre. 
En 1951, il quitte la Provence pour Paris, et poursuit son rêve de devenir peintre. Après avoir vu l'exposition des peintres impressionnistes à l'Orangerie (1951), il note aussitôt : « Deux sont rois. Cézanne trône, plane. Le Maître. Avec son Autoportrait, le Portrait de l'homme à la pipe, et la Nature morte. Fixe, immuable. Sans romantisme, sans sensiblerie, sans rien qui le lie à un mouvement. Il est totalement rond, plein, noble. »
Quand il devient courtier pour la galerie Beyeler, en 1955, il abandonne la peinture jusqu'en 1972.

## Le collectionneur
En autodidacte, Jean Planque est allé à la rencontre d'œuvres qui, à certains moments de son existence, ont constitué un défi. Il n'a pas consacré ses choix de collectionneur à quelques mouvements stylistiques plutôt qu'un autre, aussi sa collection ne peut être envisagée comme une histoire de l'art en réduction. Comme il aimait à le répéter, « aucune pièce de ma collection n'est un chef-d'œuvre majeur, mais en revanche aucune n'est vulgaire. »
À défauts de moyens, Jean Planque a su acquérir des œuvres avant tout le monde, ou alors celles que personne ne voulait. Et il a toujours préféré transformer ses commissions de courtier en tableaux plutôt qu'en liquidités.
En 1942, il acquiert sa première toile, un Nu de Paul Basilius Barth dont la fermeté « cézanienne » de la composition retient son attention.
Pour le compte d'un ami, Ernst Schlager, que les circonstances de la guerre retiennent à Bali, Jean Planque achète trois tableaux à Albert Skira, qui, revenu de Paris, a repris une galerie à Genève : un Pierre Bonnard « d'une couleur magnifique, d'une intensité extraordinaire », un Raoul Dufy, fauve, Paysage de bord de mer avec pêcheurs, et un Modigliani, Portrait de Béatrice Hasting. Rentré en Suisse en 1945, Ernst Schlager est satisfait des tableaux achetés. Il demande à Jean Planque de lui trouver un Renoir et un Auberjonois, peintre vaudois, ce dont s'acquitte Planque : une Nature morte avec guitare d'Auberjonois et un paysage de Renoir, « magnifique, très foncé, plantureux, dans des rouges, des bruns, d'une intensité, pas du tout aimable, dans le genre léché, mais très beau ». Il achète un troisième tableau resté non identifié à ce jour. Mais Schlager, à court d'argent, ne peut les racheter.

Planque propose les trois tableaux au marchand d'art Tanner « vieux, malade, ayant plus de clients que de tableaux à vendre ». Admirant le coup d'œil de Jean Planque, il lui demande de chercher des tableaux pour lui. C'est ce « coup d'œil » qui a valu à Planque, en 1959, de découvrir, suspendu au mur des wc, au bout d'un couloir sombre, un tableau représentant un bouquet de fleurs. Sous la couche de saleté, il croît reconnaître la force d'une œuvre de van Gogh. Il achète le tableau pour Beyeler, mais, en dépit de la signature du peintre, il n'est pas répertorié dans le catalogue raisonné et personne n'en veut. Planque le rachète alors à la galerie. Ce Bouquet de fleurs a été authentifié en 1970.
Mais, le commerce des tableaux ne l'intéresse pas : « J'ai toujours trouvé que le commerce des tableaux était quelque chose d'impie, que ça avait quelque chose de dégradant, que gagner de l'argent avec des tableaux, c'était comme de gagner de l'argent avec des femmes. C'est dégradant. »
En 1947, il achète le dessin de Cézanne, Environs d'Aix contre l'avis du marchand qui le lui déconseillait au motif qu'« il n'y a rien dessus ».
C'est avec une toile d'Alfred Manessier exposée dans la vitrine de la galerie de France, rue du Faubourg-Saint-Honoré, que Planque découvre l'abstraction, en 1952 : « Il y avait […] des tableaux non figuratifs, ce que je refusais jusqu'alors d'accepter ;
mais ceux que je vis là m'étaient si compréhensifs, si totalement "vrais" que tout à coup, dans une émotion extrême où je me trouvais, j'ai eu le pressentiment d'une vérité, d'un art non figuratif qui pouvait exprimer mieux et plus fortement que l'art figuratif. Et j'ai compris que j'avais cent ans, que mes recherches, mes démarches, étaient démodées, dépassées. C'est les larmes plein les yeux que je suis ressorti de là : Dieu que j'aurais voulu pouvoir acquérir l'un des tableaux exposés ! Tous me semblaient être désirables et merveilleux […] Depuis ce jour j'ai regardé avec attention l'art dit abstrait et c'est de là, de cette rencontre, qu'a dépendu mon orientation. »
C'est probablement au début de l'été 1954, que Walter Schüpfer présente Jean Planque à Ernst Beyeler, propriétaire d'une galerie à Bâle. Quelques mois plus tard, fin octobre, Planque et Beyeler se rencontrent fortuitement à Paris. Pendant trois jours, ils parcourent les galeries et, sur les avis de Planque, Beyeler achètent des tableaux. Sur le quai de la gare, avant de repartir pour Bâle, Beyeler propose à Jean Planque de travailler pour lui. Planque accepte, mais il n'hésite pas à dire à Beyeler, que si « il [achète] des tableaux en devenir pour Bâle, [il] n'a aucune chance. Il faut acheter des tableaux « devenus » pour une clientèle non seulement bâloise, mais internationale. Il faut acheter des tableaux lourds, c'est-à-dire des tableaux recherchés qu'on viendra ensuite acheter chez vous. »
Leur collaboration durera jusqu'en 1972. Ils partageront un goût certain pour la peinture abstraite. Ainsi, ils organiseront plusieurs expositions à Bâle : Pablo Palazuelo en 1956, Bazaine, Roger Bissière, Manessier, Vieira da Silva et Nicolas de Staël, ensemble en 1958, Sam Francis en décembre 1959, présenté comme le "Précurseur du tachisme", et même à Venise, où Jean Dubuffet présentera les premiers éléments d'un ensemble qu'il nommera L'Hourloupe, en 1964.
« Le tableau s'impose à moi avec brutalité dans sa totalité et je pressens. Je pressens le mystère, ce qui ne peut être dit ni à l'aide de la musique, ni à celle des mots. Immédiate préhension. Chose émotionnelle. Possession de tout mon être. Je suis en eux et eux en moi. Tableaux!. […] J'ai mieux aimé les tableaux que la vie […] J'ai brûlé pour les tableaux. »

## Deux pères,CézanneetDubuffetet un héros,Picasso
Quand l'écrivain Charles-Ferdinand Ramuz revient d'Aix-en-Provence, après avoir parcouru les lieux fréquentés par Cézanne, il écrit un portrait de quelques pages L'Exemple de Cézanne qui connaîtra un fort retentissement dans le cercle des artistes romands : « Voilà qu'il est déjà impossible de voir ce pays autrement qu'il ne l'a vu ; où qu'on aille, c'est lui : où qu'on se tourne, il s'impose… »
Dans une lettre à René Auberjonois, Planque voit dans les dernières aquarelles « qui ne sont faites que de taches de couleurs, » de Cézanne, ce « primitif des temps modernes », mais usant de toutes connaissances acquises, « ces miracles lumineux qui évoquent, qui suggèrent, qui obligent le spectateur à aller au-delà, à continuer l'œuvre apparemment inachevée. »
Jean Planque rencontre Picasso le 7 juillet 1960. Envoyé par Beyeler pour lui proposer l'achat d'un tableau de Cézanne Portrait de madame Cézanne à la robe rayée, Planque est certain que Picasso ne l'achètera pas : le tableau est abîmé par une restauration maladroite. 
Et quand Picasso le découvre, il s'écrie : « Ah! Qu'a-t-on fait à ce tableau… ». Se penchant sur le tableau, le regardant dans tous les sens, le prenant, le reposant, il en éprouve une « souffrance extrême. » Ce moment a été immortalisé par une photographie prise par Jacqueline Picasso. Malgré sa déception, il accueille très chaleureusement Planque. Mais sa lucidité lui fait admettre que les derniers Picasso, les œuvres de « vieillesse, si intenses soient-elles, ne contiennent plus cette décharge sensuelle ; mais plutôt l'obsession, le manque, la rapidité, le contentement de tout, et là, je le crains, beaucoup de scories y sont incluses. »
C'est en 1947 que Planque découvre un tableau de Jean Dubuffet qui l'attire et le rebute à la fois, dans un moment où pour lui l'art se résume à « Cézanne, le maître ». Alors, « au lieu d'être dépaysé par la soudaineté du changement, est-ce que l'impression serait assez précise, si je disais que je me sentais, au contraire, repaysé ? » Il communiquera son enthousiasme à Beyeler à tel point que Dubuffet demandera à rencontrer « ces fameux marchands suisses qui font et défont les marchés à Paris et vont acheter moins cher mes œuvres en Amérique. »

La première rencontre, avec Ernst Beyeler, eût lieu dans un café du quartier Montparnasse en 1956.
Planque a toujours reconnu ce qu'il devait à Dubuffet, « beaucoup plus probablement que je le dis ou que je le pense. Tant sur le plan des idées générales que sur l'esthétique. » Dubuffet a bien vu alors que Planque ne savait rien. « Il s'est pris au jeu. M'a enseigné, appris. Il s'est approché du pauvre bougre que je suis […] Il m'a donné les clefs pour analyser une œuvre. Savoir voir. »

Dubuffet lui confirme que la maladresse peut-être un précieux atout, ce qu'il avait déjà ressenti devant certaines toiles de René Auberjonois,  
La cocasserie, les difformités, voire la vulgarité traduisent la vie aussi bien que l'élégance qui prévaut habituellement dans le domaine des beaux-arts.
Quand Dubuffet accueillait Planque chez lui, il parlait, laissait Planque répondre et parlait encore. Puis il ouvrait la porte de son atelier, laissait Planque entrer puis il se retirait. Planque « tout œil », devenait muet. Et Dubuffet était renseigné par le regard de Planque bien mieux que la plus signifiante critiques. Cependant, Planque n'a jamais accepté le cynisme qui, affecte trop souvent les relations de Dubuffet avec le reste du monde. Il ira même jusqu'à reprocher une certaine facilité qui lui permet de créer, « à la série, dix, vingt et plus ». Au contraire de Soutter, que l'arthrose contraint à peindre avec ses doigts, qui « atteint à un sommet dramatique vrai […] que jamais Dubuffet ne saurait atteindre. »
Au cours d'une longue période de brouille, de 1967 à 1973, Planque dira sa désillusion des tableaux de Dubuffet : « Une fois la fascination passée, quand on est amené à vivre avec des tableaux de Dubuffet, ceux-ci s'éloignent, deviennent objet, perdent leur magie. On fait le tour du tableau assez vite et celui-ci perd de son mystère. »
Un jour qu'ils marchaient ensemble, Dubuffet dit à Planque : « Voici des tableaux à foison, découpons un morceau de cette route et, encadrés aux murs, on aura les plus beaux tableaux du monde, ceux dont on ne fait jamais le tour ». Planque proteste que le peintre ne peut se contenter de regarder, que son rôle est de « faire » de telle sorte que le mouvement observé au-dehors se retrouve transcrit sur la toile.
Dans sa collection, Picasso et Dubuffet sont représentés par une vingtaine d'œuvres chacun.

## Œuvres de Planque
. Écrits
- Douze cahiers manuscrits datés de 1972-1973, inédits
- Deux cahiers manuscrits datés de 1996, inédits
- L'Œil Planque, entretiens avec Béatrice Delapraz, Éditions Cheneau-de-Bourg, Lausanne, 1996.

. Peintures
- Le Baus de vespre, 1951[11].
- Baigneuse, aquarelle et pochoir, 16,5 × 25,5 cm, sans date[12].
- Baigneuses d'après Cézanne, aquarelle, 32,5 × 13,5 cm, sans date[13].
- Le Cabanon dans les arbres, huile sur toile, 69 × 54 cm, sans date[14].
- Fenêtre sur le Luxembourg, huile sur carton, 79,5 × 60 cm, 1952[15].
- Nature morte, aquarelle, 53 × 37 cm, sans date[16].
- Bouteilles et verres, vers 1993, collages de gouaches découpées, 38 × 37,5 cm[17].

## Quelques œuvres de la collection
La Collection Planque compte plus de 290 œuvres (non compris les propres tableaux de Jean Planque).
- Kosta Alex, Homme au chapeau no 40, 1963, bronze patine gris-vert[18]
- René Auberjonois, La Chasse dans les marais, 1920, huile sur toile[19] : « Auberjonois est monotone, plastiquement parlé. Auberjonois est secret. Ne me regarde que qui le veut bien […] Et pour qui sait le voir, combien est extraordinaire l'émotion, et combien intense la vie[20]. »
- Roger Bissière, Lumière du matin ou Matin de printemps, 1960, huile sur toile de matelas[21]
- Paul Cézanne, La Montagne Sainte-Victoire vue des Lauves, 1901-1906, aquarelle et mine de plomb sur papier vélin[22]
- Jean Dubuffet, Continuum de ville, 23 octobre 1962, gouache et collage  sur plusieurs cartons marouflés sur toile[23] : « Il me semble que seuls Picasso et Dubuffet ont, tôt au cours de leur vie, inventé de nouvelles découvertes[24]. »
- Claude Garache, Osse et Bassoue, 1979, huile sur toile[25]
- Alfred Manessier, Composition, 1953, aquarelle[26]
- Claude Monet, Leicester Square, 1901, huile sur toile[27]. Par son enthousiasme communicatif, Planque réussit à convaincre Michel Monet qu'il ne doit pas avoir « honte » des toiles tardives de son père, « par ses œuvres informelles, il restera toujours un précurseur, un inventeur…[28] »
- Picasso, Femme au chat assise dans un fauteuil, 1964, huile sur toile[29], tableau considéré par Planque comme le « clou » de sa collection. Selon Planque lui-même, ce tableau s'est décroché de son clou, la veille de la mort de Picasso. De sa chute, il en est résulté une longue estafilade dans la peinture[30].
- Louis Soutter, Fée riche, 1930-37, dessin à la plume sur papier structuré en lignes contrecollé sur carton[31]
- Nicolas de Staël, Paysage, Marine, 1954, huile sur toile[32]